# Wetti di Reichenau
Wetti di Reichenau (in latino Wettinus Augiensis; 775 circa – Reichenau, 4 novembre 824) è stato un abate tedesco appartenente all'Ordine di San Benedetto.
Fu uno dei principali educatori del suo tempo e un influente studioso tra monaci e laici non solo dell'Impero carolingio ma anche della comunità monastica dell'Europa occidentale. A lui è attribuita un'anonima Vita S. Galli, la più antica biografia di San Gallo integralmente pervenutaci.

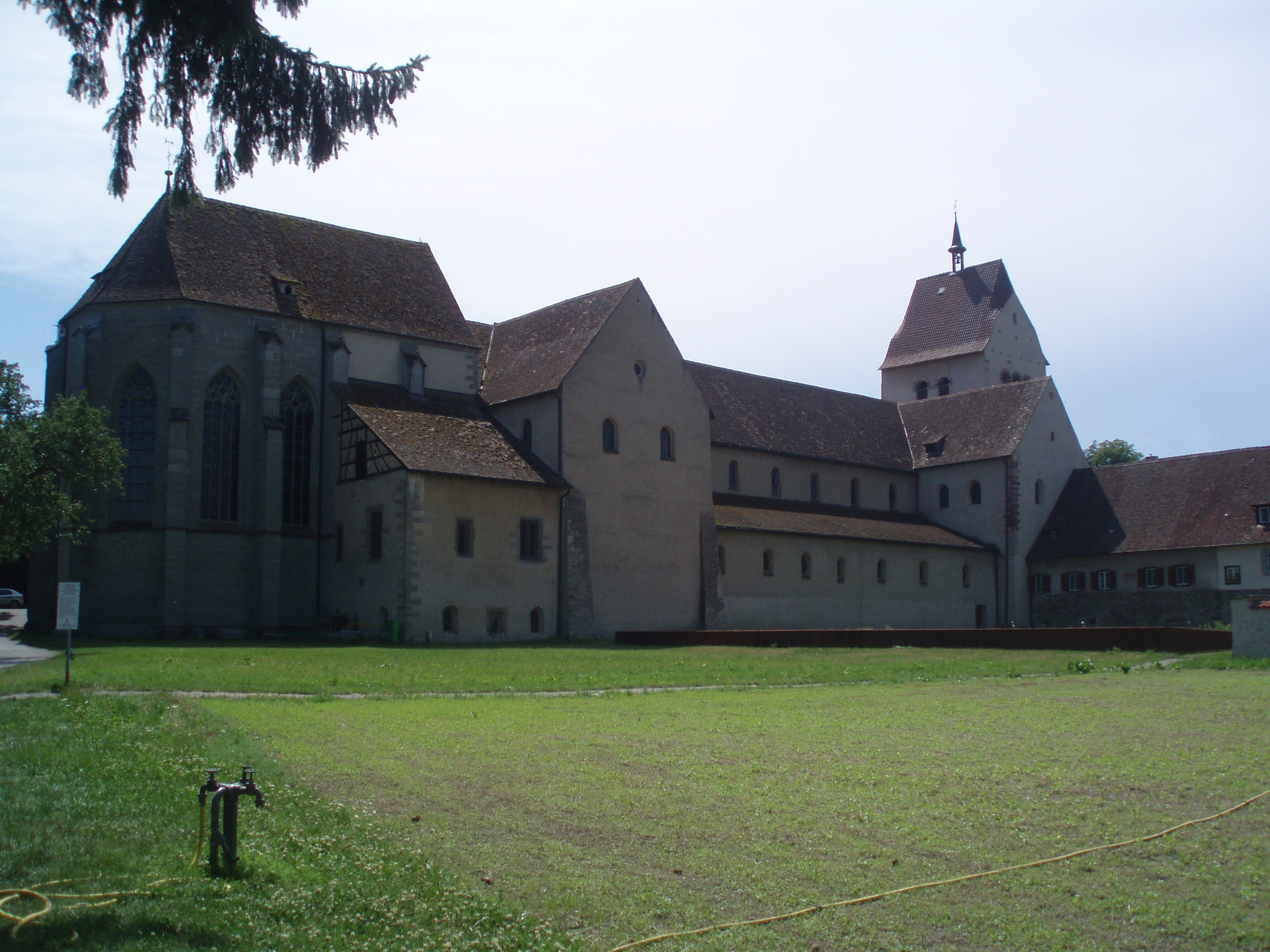
Abbazia di Reichenau sull'isola omonima

Wetti è più noto per le visioni del paradiso e dell'inferno che ebbe poco prima della sua morte e che sono contenute nella Visio Wettini ("Visione di Wetti"), scritta in prosa da Heito, ex abate di Reichenau, nell'824, e in versi dal discepolo di Wetti Valafrido Strabone nell'826. La redazione di Valafrido rivela molto di più di quella di Heito, addolcendo le accuse dettagliate di avidità e cattiva condotta sessuale nei confronti di monaci, funzionari governativi ed ecclesiastici — riportate da Heito — e persino nominando in acrostico Carlo Magno quando appare in purgatorio. Un esempio di letteratura dei sogni, la Visio Wettini riflette le concezioni carolingiche dell'aldilà, della punizione e della salvezza. L'opera fu ampiamente letta nelle le comunità monastiche contemporanee, e può aver influenzato Dante nella composizione della Divina Commedia.

## Biografia

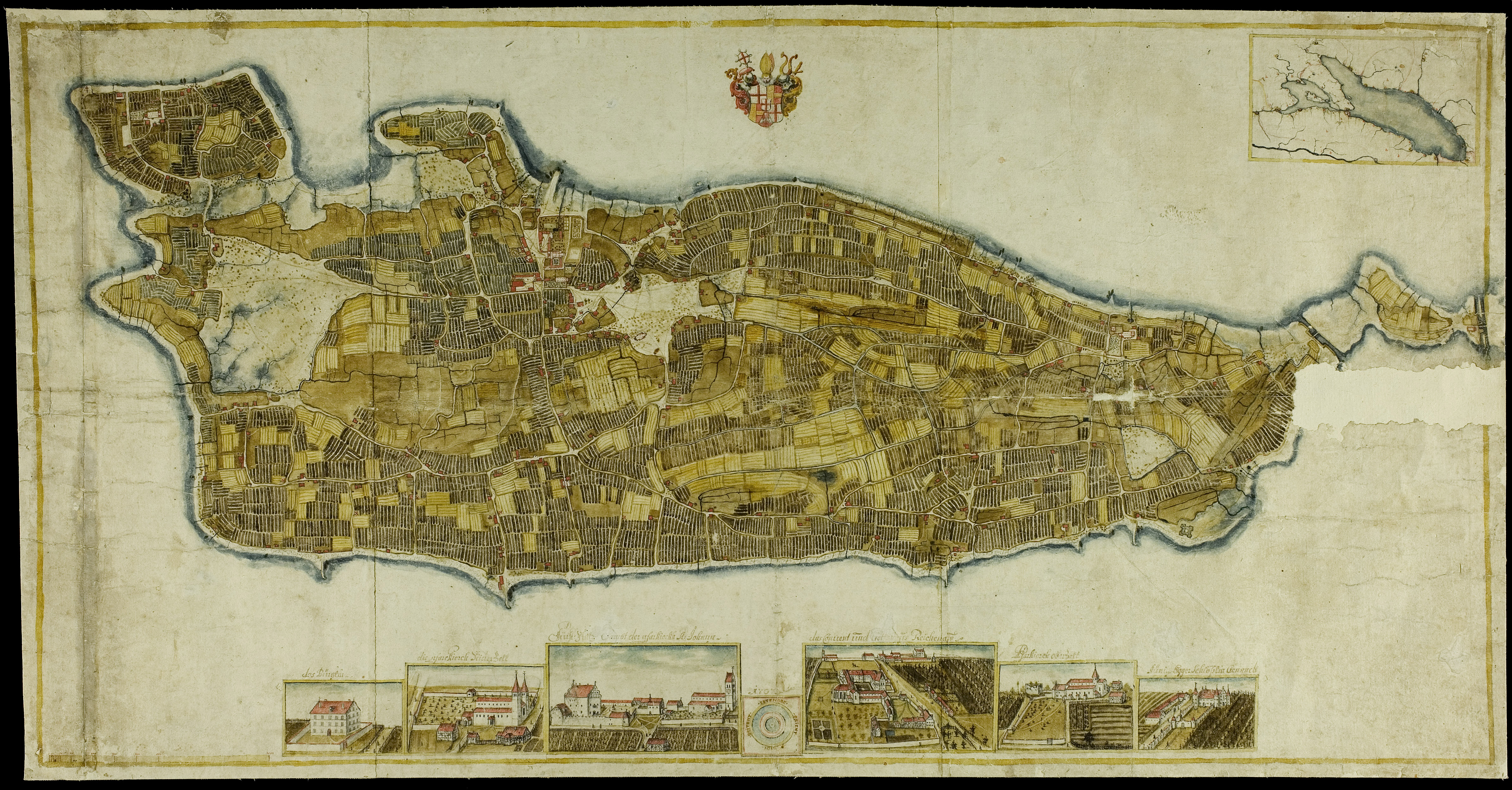
Mappa del 1707 dell'isola di Reichenau

Nato in una famiglia nobile, venne educato sia nella tradizione classica delle arti liberali, sia nella disciplina dell'abbazia benedettina di Reichenau, fondata nel 724 dal monaco irlandese Pirmino. Apparentemente però era stato un bambino buono e puro («puer bene castus») che da adolescente si era traviato («pravus»).
Wetti fu maestro nella scuola del monastero di Reichenau per almeno venti anni, formando generazioni di studenti monastici. A detta di tutti, i suoi studenti lo vedevano come l'ideale della pietà monastica. I suoi pari lo riconobbero come "eccezionale intellettuale" di Reichenau, cosa "tanto più impressionante perché [l'VIII e il IX secolo furono] l'età d'oro di Reichenau come centro di apprendimento", in un tempo in cui Wetti, la sua reputazione, autorità e opinioni avrebbero "avuto il potere di guidare (o di indurre in errore) non solo i suoi studenti ma tutti i monaci".

## LaVita S. Galli
Wetti potrebbe aver prodotto un corpus di opere scritte, anche se mancano prove a sostegno di ciò. A lui è concordemente attribuita una biografia latina di San Gallo, fondatore del monastero gemello di Reichenau, l'abbazia di San Gallo, pervenutaci anonima con il titolo De vita atque virtutibus beati Galli confessoris. La sua Vita di San Gallo è divisa in due libri. Il primo libro, databile agli inizi del IX secolo, lo descrive brevemente come un bambino studioso e pio, che "per volere dei suoi genitori era stato affidato al venerabile Colombano" (dove il verbo commendari, "essere affidato", suggerisce che Gallo non abbia seguito i rituali di oblazione che diventarono più comuni all'inizio del IX secolo). Il secondo libro è databile agli inizi degli anni 820 e fu successivamente riformulato da Valafrido Strabone. Fornisce un resoconto più dettagliato del lavoro del santo nella fondazione dell'abbazia di San Gallo, la sua vita successiva, la sua morte e i miracoli intorno alla sua tomba fino alla fine dell'VIII secolo.

### Edizioni
- (LA) De vita atque virtutibus beati Galli confessoris, edente d. Ildephonso ab Arx, in  Monumenta Germaniae Historica inde ab anno Christi quingentesimo usque ad annum millesimum et quingentesimum. Scriptores, vol. 2, Hannoverae, impensis bibliopolii aulici Hahniani, 1829,  pp. 5-21.
- (DE) Leben des heiligen Gallus und des Abtes Otmar von Sanktgallen, übersetz von dr. August Potthast, 2ª ed., Leipzig, Verlag der Dyk'schen Buchhandlung, 1888  [1857].
- Wetti di Reichenau, La vita di san Gallo, a cura di Bruno Lucci, con la collaborazione di Karl Schmuki e Franziska Schnoor, Trieste, Simone Volpato studio bibliografico, 2013, ISBN 978-88-96925-15-7.

## LaVisio Wettini
La Visio Wettini ("Visione di Wetti") è un testo latino, che racconta le visioni dell'oltretomba avute da Wetti pochi giorni prima della sua morte (avvenuta il 4 novembre 824). Ne esistono due redazioni: una in prosa, scritta da Heito, confratello di Wetti ed ex abate di Reichenau, a ridosso dell'evento riferito, alla fine dell'824; l'altra in versi, composta nell'826 dall'allora diciottenne Valafrido Strabone, che probabilmente si occupò anche di revisionare la stesura originale in prosa scrivendone la prefazione e attribuendola a Heito.
La visita dell'oltretomba da parte di Wetti avviene nei momenti di sonno e dormiveglia durante una malattia che lo porterà alla morte. Nella prima visione, più confusa, Wetti incontra un monaco deforme, dei diavoli, dei beati e un angelo in vesti purpuree che lo rincuora; nella seconda e più ampia apparizione viene guidato dallo stesso angelo vestito di bianco attraverso i paesaggi dell'aldilà: vede così le anime dannate, variamente punite in un luogo montuoso, e le anime elette, residenti in un ambiente naturale risplendente di materiali preziosi; vede anche una terza categorie di anime, tra cui è riconoscibile Carlo Magno, alle quali è riservato un destino di redenzione, una volta espiate le proprie colpe.
Il testo s'inserisce nel filone delle visioni politiche, a favore di Ludovico il Pio, ma è anche, almeno nella redazione di Valafrido, un tributo al suo maestro Wetti, un riconoscimento del suo magistero nella scuola dell'abbazia di Reichenau nei primi decenni del IX secolo.